# Нивка (компьютер)
«Ни́вка» (также СМ1820) — 32-разрядный персональный компьютер, ограниченно совместимый с IBM PS/2. Выпускался Киевским НПО «Электронмаш». Окончание разработки и выпуск первой ревизии датируется 1990 годом. Основными потребителями данного компьютера и модификаций стали промышленные предприятия стран Варшавского договора. Название компьютера связано с рекой Нивкой, протекающей по западной окраине Киева, вблизи территории завода «Электронмаш».
В состав СМ1820 предполагалось ввести согласователь интерфейсов И41 и ISA для использования до четырёх модулей персональных ЭВМ IBM PC/AT. Для СМ1820 разрабатывались контроллеры локальных сетей общего (Ethernet) и промышленного (ИЛПС и Bitbus) назначения, средства машинной графики — видеоконтроллер с нестандартными разрешениями 640 × 420 точек, 16 цветов и 1024 х 800 точек, 256 цветов.